# Fusignano

Fusignano (Fusgnàn en dialecte romagnol) est une commune italienne de la province de Ravenne, dans la région Émilie-Romagne.

## Géographie
Fusignano se situe  au bord de la rivière Senio, entre les communes de Lugo (Italie) à 9 km au sud, Alfonsine à 10 km au nord et Ravenne à 25km à l’est. L’embranchement de l’autoroute A14-bis de Bagnacavallo est à moins de 10 km.

## Histoire

### De l’origine à l’unité de l’Italie
Au haut Moyen Âge, antérieurement à la fondation de Fusignano, une paroisse nommée San Giovanni Battista in Lyba était propriété de l’église et ce n’est qu’en 1213 que Azzo V d'Este cède le fond nommé Fuscinianus à Francesco Mancini, capitaine de la milice.

La fondation de l’habitat de Fusignano remonte à 1250, quand les comtes de Cunio édifièrent un castrum sur le fond Fuscinianus, après que la forteresse eut été détruite par une crue de la rivière Senio.

À la fin de la dynastie des Cunio, Fusignano retourna sous l'autorité du Saint-Siège.

En 1445, le pape Eugène IV céda Fusignano, avec d’autres forteresses de la basse Romagne, à la Maison d'Este de Ferrare.

En 1467, Borso d'Este donna le château et les territoires de Fusignano à Teofilo Calcagnini.

Le 6 juin 1535, Domenico Nicola Mancini fut nommé « marquis de Fusignano » par le duc Francesco d'Este[Qui ?], descendant de Francesco Mancini et souche de la branche napolitaine de la famille Mancini.

En 1598, fin de la dynastie d’Este, Fusignano et tout le duché retournèrent aux États de l'Église, insérés dans la Légation de Ferrare jusqu’en 1859 pour passer finalement dans la province de Ravenne.

### XXesiècle
Durant la Seconde Guerre mondiale, l’avancée des Alliés fut stoppée pendant quatre mois sur la rivière Senio et les âpres combats qui s’y déroulèrent contre les nazis réduisirent Fusignano en un tas de ruines.

## Administration
| Période                                  | Période  | Identité    | Étiquette | Qualité |
| ---------------------------------------- | -------- | ----------- | --------- | ------- |
| 26/05/2014                               | En cours | Nicola Pasi | PD        |         |
| Les données manquantes sont à compléter. |          |             |           |         |

### Hameauxet lieux-dits
Maiano Monti, Maiano Nuovo, Scambio, Rossetta, Case Armandi, Case Foschini, Case Lacchini, Case Marini, Case Minguzzi, Case Santa Lucia, Rossetta Traversa, San Savino.

### Communes limitrophes
Alfonsine, Bagnacavallo

## Population

### Évolution de la population en janvier de chaque année
| 1861  | 1901  | 1921  | 1951  | 1961  | 1971  | 1981  | 1991  | 2001  |
| ----- | ----- | ----- | ----- | ----- | ----- | ----- | ----- | ----- |
| 5 361 | 6 038 | 6 234 | 5 975 | 6 879 | 7 771 | 7 892 | 7 494 | 7 516 |

| 2011  | - | - | - | - | - | - | - | - |
| ----- | - | - | - | - | - | - | - | - |
| 8 408 | - | - | - | - | - | - | - | - |

### Ethnies et minorités étrangères
Selon les données de l’Institut national de statistique (ISTAT) au 1er janvier 2010 la population étrangère résidente était de 1056 personnes.
Les nationalités majoritairement représentées étaient :
| Pos. | Pays      | Population |
| ---- | --------- | ---------- |
| 1    | Maroc     | 304        |
| 2    | Roumanie  | 145        |
| 3    | Sénégal   | 145        |
| 4    | Macédoine | 102        |

### Personnalités liées à Fusignano
- Celio Calcagnini (1479-1541), scientifique et théologien, premier archiprêtre de Fusignano.
- Arcangelo Corelli (1653 - 1713), compositeur.
- Philippe Eustache Louis Severoli (1767-1822), général de division dans les armées de Napoléon, dont le nom est inscrit sur le pilier ouest de l'Arc de Triomphe, à Paris y est décédé.
- Lorenzo Alberani (1859 - 1926) , directeur d’orchestre international,
- Arrigo Sacchi (1946), entraîneur du Milan.
- Emanuela Cortesi  (1958), chanteuse.

### Fêtes et événements
- Fête du saint patron : le 8 septembre.

## Galerie de photos

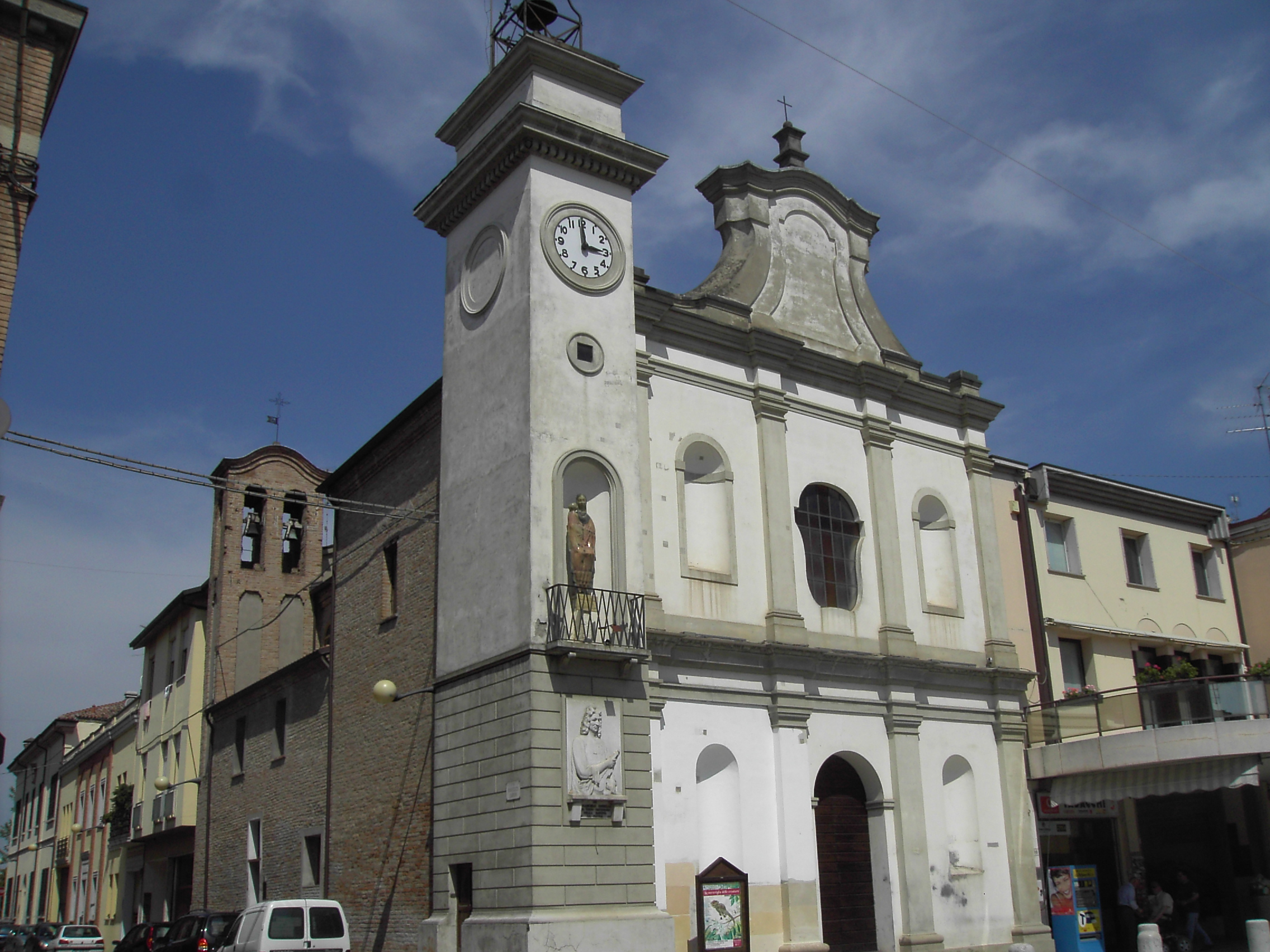
Eglise du Suffrage, édifiée sur le site des maisons de la famille  Corelli
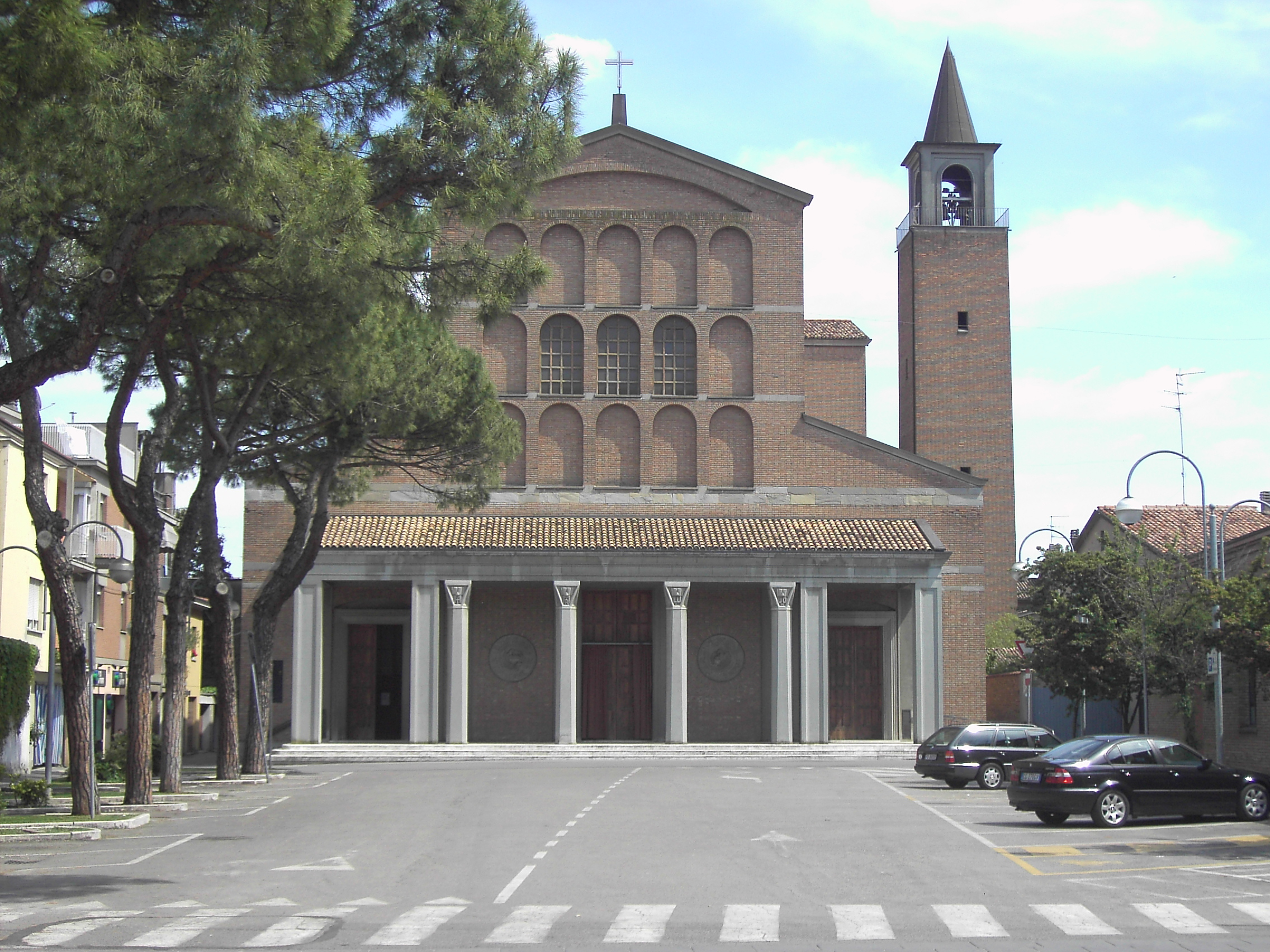
L'église archipresbytérale
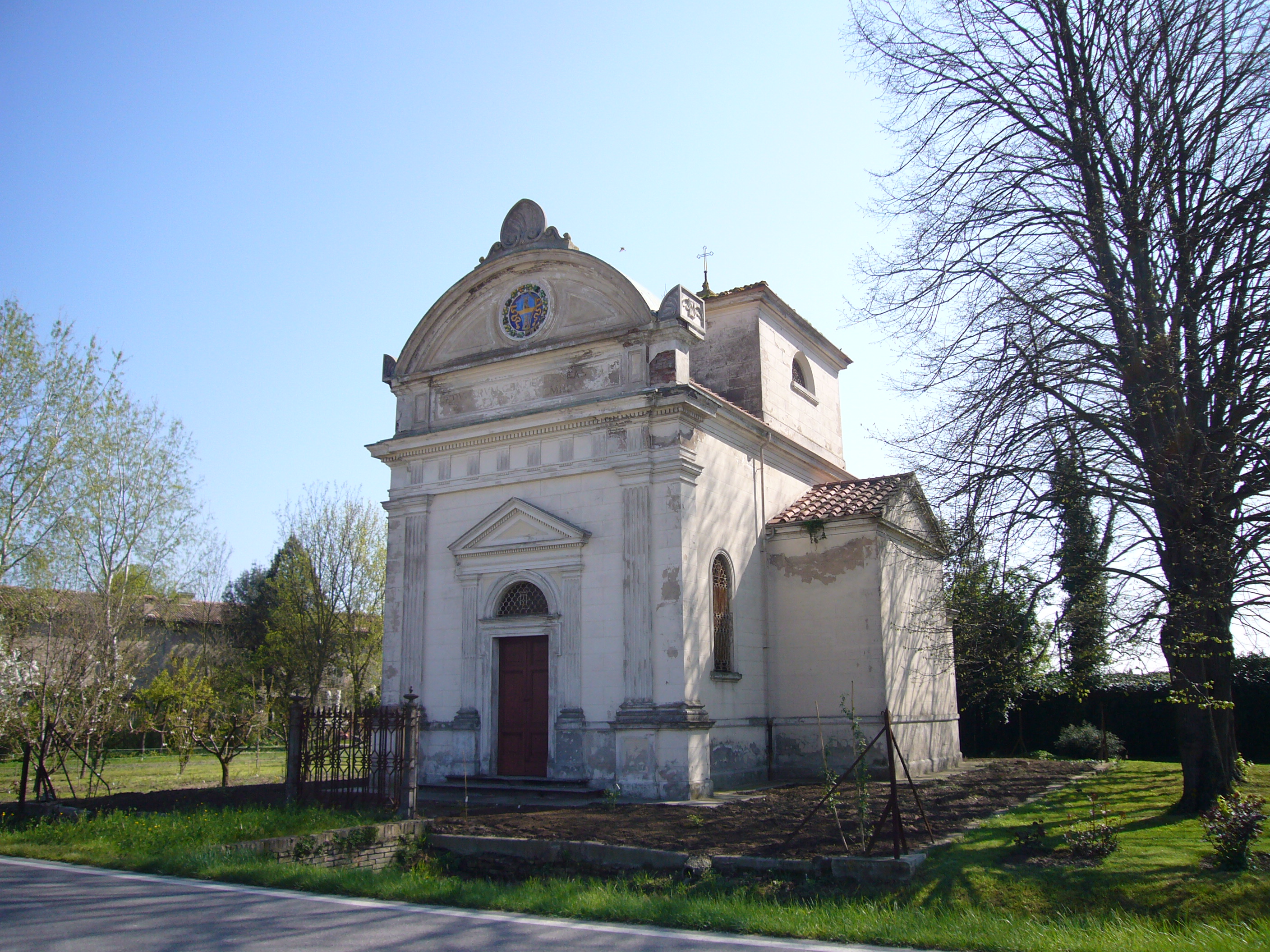
Oratoire de la Très Sainte Annonciade (Sepulcrum Gentis Piancastelli)